# Мост Сурамаду
Мост Сурама́ду (индон. Jembatan Suramadu) — вантовый мост через Мадурский пролив в Индонезии. Соединяет острова Ява и Мадура. Является первым в истории мостом через Мадурский пролив и самым длинным (протяжённость — 5 438 м) мостом Индонезии.
Проектные работы были начаты в 1988 году, строительство — в 2003 году. Введён в эксплуатацию 10 июня 2009 года. Мост имеет большое значение для социально-экономического и инфраструктурного развития острова Мадура.
Полное официальное наименование сооружения — «Национальный мост Сурамаду» (индон. Jembatan Nasional Suramadu). Название «Сурамаду» представляет собой акроним, образованный составлением четырёх первых букв названий географических объектов, соединённых мостом — восточнояванского города Сурабая и острова Мадуры.

## История создания
Идея строительства моста через Мадурский пролив рассматривалась во властных структурах и научных кругах Индонезии еще в 1960-е годы, однако в практическую проработку она была принята только во второй половине 1980-х годов. К проектным работам, начатым в 1988 году, были привлечены ведущие индонезийские специалисты, а также группа экспертов из Японии, имевших опыт строительства мостов через различные морские акватории этой страны.

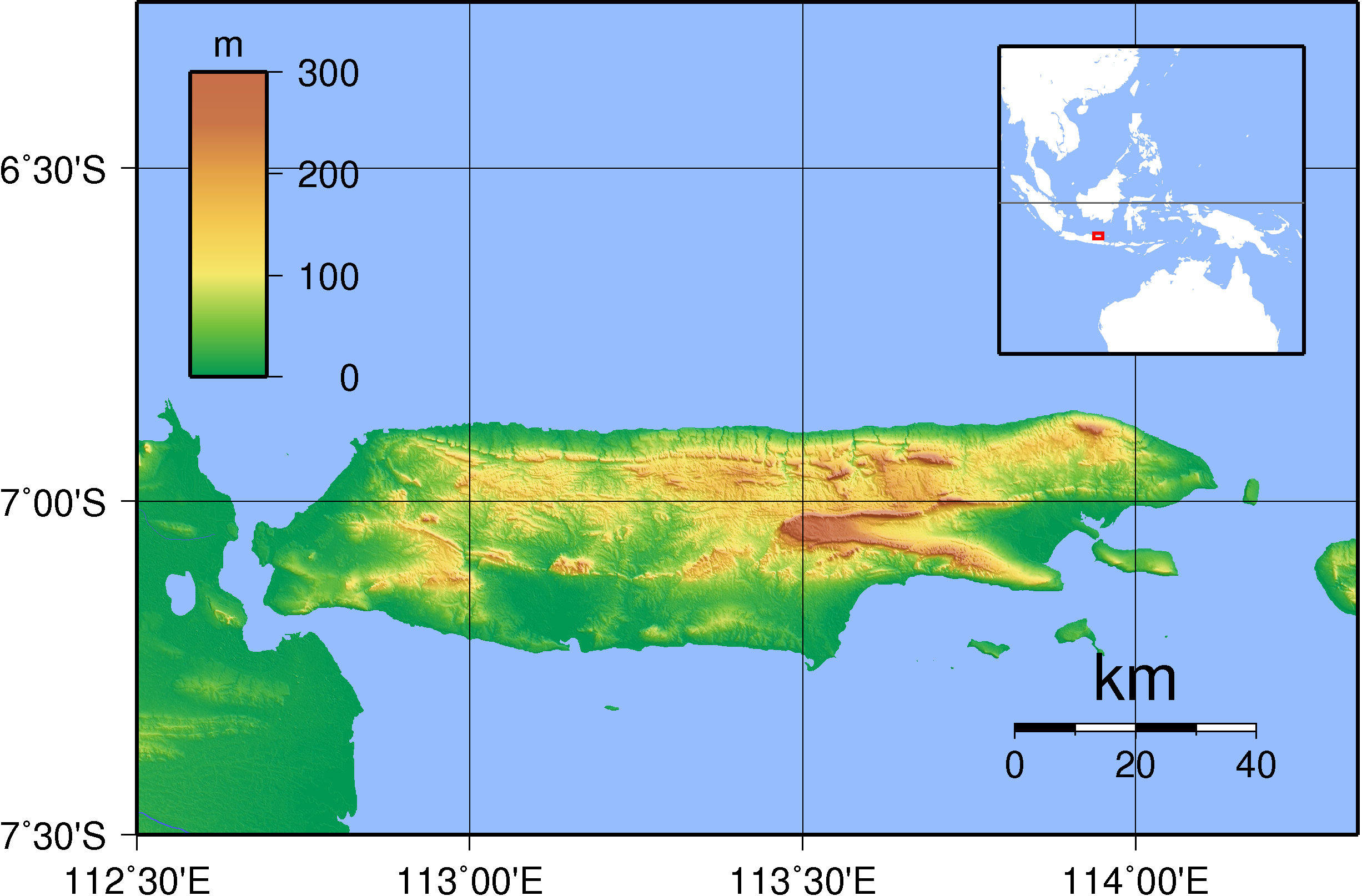
Мадурский пролив, пересечённый мостом, находится в левой нижней части карты

Проект строительства моста был утверждён постановлением президента Индонезии Сухарто 14 декабря 1990 года. Контроль над его реализацией был возложен на правительственную комиссию, в состав которой вошли 9 членов кабинета министров. Для выполнения строительных работ было учреждено государственно-частное предприятие «Дхипа Мадура Прадана» (индон. PT Dhipa Madura Pradana), которое сформировало консорциум с участием еще нескольких крупных индонезийских промышленных и финансовых компаний. Значительную часть финансирования взяла на себя группа японских компаний и банков, также сформировавших соответствующий консорциум. Проекту было присвоено официальное название «Национальный мост Сурамаду» (индон. Jembatan Nasional Suramadu). Слово «Сурамаду» представляет собой акроним, образованный составлением четырёх первых букв названий географических объектов, соединённых мостом — восточнояванского города Сурабая и острова Мадуры.
Планы строительства моста были нарушены азиатским финансово-экономическим кризисом 1997—1998 годов. В силу возникших проблем с финансированием проекта его реализация была официально отложена — соответствующее решение было принято по итогам заседания индонезийского правительства 16 сентября 1997 года. В 1998 году «Дхипа Мадура Прадана» была отстранена от ведения проекта, а большая часть японских партнеров отказалась от инвестирования. Оба консорциума — индонезийский и японский — были расформированы. Вместо этого с индонезийской стороны подряд был передан компаниям «Ади Карья» (индон. PT Adhi Karya) и «Васкита Карья»(индон. PT Waskita Karya), а в качестве инвесторов были привлечены китайские корпорации China Road and Bridge Corp. и China Harbor Engineering Co. Ltd. По условиям контракта индонезийская сторона обязывалась закупить бо́льшую часть строительных материалов и оборудования у китайских партнёров. Примечательно, что «политический» уровень проекта при этом был формально понижен: ответственность за его реализацию перекладывалась с центрального правительства на администрацию провинции Восточная Ява.
Строительство моста было официально начато 20 августа 2003 года — церемонию закладки первого камня провела президент Индонезии Мегавати Сукарнопутри. Общая стоимость работ, продолжавшихся пять с половиной лет, составила, по официальным данным, 4,7 триллиона индонезийских рупий (около 466,6 миллиона долларов США по курсу того периода). На строительстве было занято более 3500 человек, причем часть квалифицированных рабочих и инженеров составляли граждане КНР.
Строительные работы завершились 1 марта 2009 года. В эксплуатацию Сурамаду был введён 10 июня 2009 года после церемонии официального открытия президентом Сусило Бамбангом Юдойоно, на которой присутствовало 6500 приглашённых.

## Основные параметры
Общая протяжённость Сурамаду составляет 5 438 метров, что делает его самым длинным мостом в Республике Индонезии. Мост имеет вантовую конструкцию. Вантами удерживается его центральная часть длиной 818 метров, состоящая из трёх секций — центральной, протяжённостью 434 м, и двух боковых по 192 м каждая.
Максимальная высота конструкции — 146 м (самыми высокими его частями являются две вантовые опоры). Максимальная высота свода моста над поверхностью воды — 35 м (центральная секция). Ширина полотна — около 30 м.
По мосту осуществляется двустороннее автомобильное движение — по четыре основные полосы в каждую сторону, а также две отдельные полосы для двухколёсного транспорта и две для автомобилей экстренных служб.
Проезд по мосту платный. Тариф на грузовой автомобиль установлен в размере 45 тысяч, на легковой автомобиль — 30 тысяч, на двухколёсный моторный транспорт — 3 тысяч индонезийских рупий (соответственно около 4,5, 3 и 0,3 доллара США по усреднённому курсу первой половины 2010-х годов). Коммерческая эксплуатация моста осуществляется государственной финансовой компанией «Джаса Марга» (индон. PT Jasa Marga).

## Транспортное и социально-экономическое значение

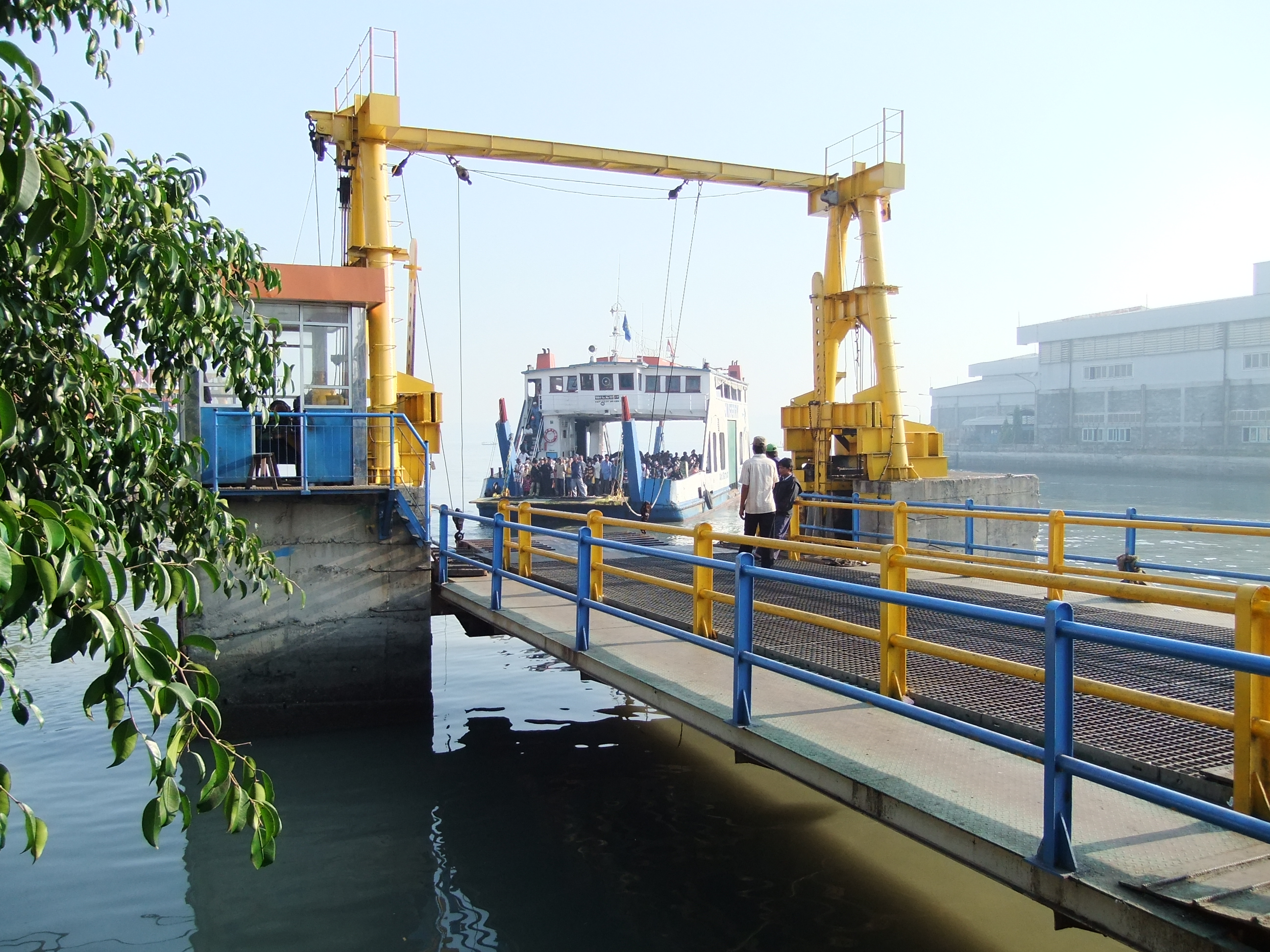
Из-за высоких тарифов на проезд по мосту паромная переправа остается весьма востребованной

Строительство Сурамаду стало одним из крупнейших инфраструктурных проектов Индонезии за многие десятилетия. Власти страны придают мосту исключительно важное значение в плане социально-экономического развития острова Мадура, который является одним из наименее благополучных районов западной Индонезии. Еще до завершения строительства Сурамаду, в мае 2008 года, по указу президента Индонезии был учреждён специальный административный орган — Совет по развитию сурабайско-мадурского района (индон. Badan Pengembangan Wilayah Surabaya-Madura), основными задачами которого стали обеспечение оптимальной стыковки транспортных, коммуникационных и логистических систем территорий, примыкающих к мосту, и координация их последующей эксплуатации.
Ввод моста в эксплуатацию, действительно, значительно сократил время транспортного сообщения и расширил возможности пассажиро- и грузоперевозок между Мадурой и Явой. В результате была заметно снижена нагрузка на действующую в Мадурском проливе паромную и судоходную переправу. Однако тарифы на проезд по мосту, которые являются самыми высокими из всех соответствующих тарифов в стране, существенно ограничивают его доступность для мадурцев с низкими доходами, которые как раз и обеспечивают основной объём маятниковых миграций между Мадурой и Сурабаей. Эта ситуация неоднократно становилась поводом для проведения различных общественных акций с требованиями удешевить проезд по мосту либо вообще сделать его бесплатным.